# Werner Forssmann
Werner Forßmann (Berlino, 29 agosto 1904 – Schopfheim, 1º giugno 1979) è stato un medico tedesco, premio Nobel per la medicina nel 1956, insieme a André Frédéric Cournand e Dickinson W. Richards, per aver inventato il cateterismo cardiaco.

## Biografia
Werner Forssmann nacque a Berlino il 29 agosto del 1904. Frequentò l'università della stessa città per studiare medicina, dopo aver superato l'Esame di Stato del 1929. 
All'età di 24 anni conseguì la laurea e iniziò la sua specializzazione presso Eberswalde, una città a 45 km da Berlino. Il suo intento era quello di realizzare una tecnica che permettesse l'accesso diretto all'interno delle cavità cardiache e si pose egli stesso come soggetto dell'esperimento. Diverse considerazioni sulla gravità del malfunzionamento del cuore, la pericolosità dell'iniezione intracardiaca lo hanno spinto a tentare su di sé il cateterismo cardiaco: 
Queste considerazioni mi hanno incoraggiato a indagare un nuovo metodo per arrivare al cuore senza pericoli, e ho cercato di iniziare l'esplorazione del cuore destro attraverso il circolo sistemico.

## L'esperienza
Dopo aver tentato il primo esperimento su un cadavere, pur con esito soddisfacente, decise di lavorare su di sé, con l'aiuto di un collega dell'istituto, che lui stesso preferisce lasciare anonimo. Inizialmente, feci una prova preliminare del metodo; per questo un collega si era messo gentilmente a mia disposizione per forare la vena antecubitale con un grande ago. Gli spiegai poi, come avevamo fatto sul cadavere, di passarmi un catetere ureterale ben unto di misura 4 della scala French attraverso una cannula in vena. Il catetere poté essere introdotto con estrema facilità nella vena fino ad una distanza di 35 cm. Ma, spaventato dalla pericolosità dell'esperimento, l'aiutante lo indusse a fermarsi. Imperterrito, Werner Forssmann decise di riprovare, questa volta da solo, con l'aiuto dell'assistente Gerda Ditzen, che reggeva per lui uno specchio. Usai un anestetico locale e, dal momento che si rivelò difficile fare una puntura endovenosa su di me con un grande ago, feci un salasso al mio gomito sinistro e passai il catetere per tutta la sua lunghezza, 65 cm, senza nessun intralcio. Descrive nei minimi dettagli le sensazioni provate nel passaggio del catetere dal suo braccio sinistro, fino alla parete destra del cuore: Durante il passaggio del catetere io percepivo soltanto una sensazione di calore lungo la parete della vena, simile alla sensazione di un'iniezione endovenosa di cloruro di calcio. Durante i ripetuti passaggi il catetere spesso incontrava una parziale ostruzione al margine superiore della vena succlavia; in quei momenti sentivo una particolare sensazione di caldo dietro la clavicola, alla base del collo; e contemporaneamente a causa della stimolazione del tronco vago, una leggera tosse irritante. Per passare dalla sala operatoria al reparto di radiologia racconta di aver dovuto salire e scender scale mentre la sonda rimaneva ancora fissa dal suo braccio sinistro fino al cuore. Nonostante la pericolosità, continuò a non avvertire nessun dolore

### La prima immagine del cateterismo cardiaco
Ho registrato le posizioni del catetere procurandomi nastri radiografici, e fui in grando di osservare l'avanzamento del catetere in modo chiaro sullo schermo fluoroscopico, attraverso uno specchio tenuto per me dalla Sister. Nonostante le difficoltà dovute alla scarsa tecnologia dei mezzi tecnici, Forssmann riuscì per la prima volta al mondo a mostrare un catetere che, attraversando la vena principale del braccio sinistro, giungeva alla parete del cuore. Presentò i suoi risultati davanti alla "Medical Society of Eberswalde" il 29 novembre 1930 e anche su un giornale l'anno successivo. Inoltre Forssmann pubblicò un lavoro nel quale sosteneva la capacità di questa tecnica di consentire misurazione delle pressioni nelle camere cardiache e anche lo studio più dettagliato dell'anatomia interna del cuore.

## L'abbandono della sperimentazione
Werner Forssmann dovette affrontare l'obiezione dei suoi superiori e dei suoi colleghi che criticarono aspramente la sua esperienza, cinici nei confronti di quella che poi sarebbe stata una scoperta oltre il tempo. Dopo molti anni trascorsi nell'“Augusta Victoria Home” non fu più assunto come assistente dal professor Ferdinand Sauerbruch che lo alienò definitivamente da una sua possibile illuminante carriera e non riuscì ad ottenere la fiducia di Wilhelm His, Sr., uno dei fondatori della fisiologia cardiaca. Non mancò la cruciale morte di una paziente affetta da peritonite purulenta alla quale fu somministrato del farmaco attraverso un catetere posizionato con la sua tecnica. Venne così definitivamente allontanato anche dalla clinica Charitè di Berlino. Ormai afflitto e frustrato, decise di abbandonare il campo della cardiochirurgia e di dedicarsi ad urologia, specializzandosi a Berlino nell'ospedale "Rudolf Virchow" e a Magonza; iniziò poi, dopo essersi trasferito in campagna, a lavorare a Dresda. All'inizio della seconda guerra mondiale prestò servizio medico nell'esercito tedesco, ma dopo poco tempo fu reso prigioniero sul Fronte occidentale dagli Alleati per circa sei mesi nel 1944. Dopo alcuni mesi dalla liberazione, il suo sostegno al governo fu premiato con il ruolo di chirurgo principe di gerarchi e militari, con l'attribuzione di generale e della Croce di Ferro, numerosi riconoscimenti e premi autorevoli. Fu anche nominato responsabile della Sezione Medica del Consiglio della Ricerca del Reich che gestiva studi su internati nei campi di concentramento o detenuti in manicomio. Pur con numerosi incarichi, continuò anche inalterata la sua professione come medico di provincia accanto alla moglie, anch'ella medico.

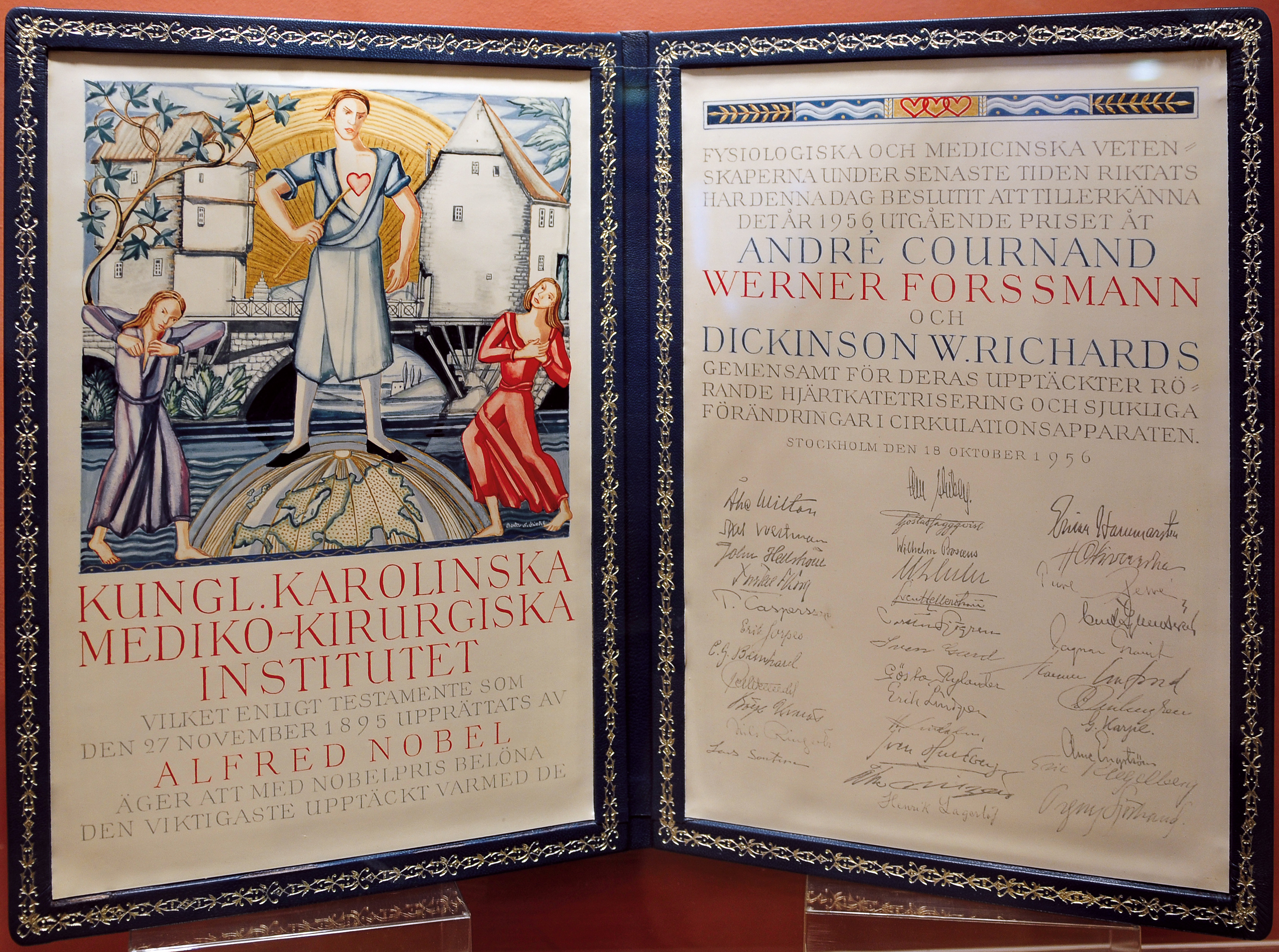
Certificato del Premio Nobel assegnato a Werner Forssmann Andrè Cournand e Dickinson Richards

### Riscoperta della sua sperimentazione e assegnazione del premio Nobel
Nonostante la forte opposizione, le sue esperienze non erano state totalmente trascurate. André Frédéric Cournand e Dickinson Richards, ricercatori della Columbia University, avevano nel frattempo condotto molte ricerche sulla fisiopatologia del cuore e sugli studi emodinamici, ampliandoli in modo sistematico. Nel 1956 furono perciò candidati al Premio Nobel per la medicina. Quando André Frédéric Cournand ricevette la notizia della candidatura, decise di informare i commissari di Stoccolma che i loro studi non erano originali. Erano applicazioni di una sperimentazione che già circa molti anni prima era stata descritta da un medico tedesco che interruppe il proprio percorso; perciò avrebbero accettato il premio soltanto se anche Werner Forssmann avesse deciso di volerlo ricevere. La commissione ebbe molta difficoltà a trovarlo perché di lui non si ebbero più notizie e anche perché era stato proprio il futuro candidato a decidere di star lontano dalla medicina accademica e a dedicarsi pienamente alla sua attività, diventata dopo molto tempo quella di direttore del Dipartimento di Urologia dell'Ospedale di Bad Kreuznach. Una volta che Werner Forssmann ricevette la notizia della sua candidatura, non esitò ad accettare, dicendo egli stesso di sentirsi come un piccolo prete di campagna improvvisamente nominato vescovo.